# Elecciones estatales de Zacatecas de 2024
Las elecciones estatales de Zacatecas de 2024 se llevaron a cabo el domingo 2 de junio de 2024 y en ellas se renovaron los siguientes cargos de elección popular del estado mexicano de Zacatecas:
- 30 diputados estatales: 18 diputados electos por mayoría relativa y 12 designados mediante representación proporcional para integrar la LXV Legislatura del Congreso de Zacatecas.
- 58 ayuntamientos: Compuestos por un presidente municipal, un síndico y un grupo de regidores. Electos para un periodo de tres años.

## Organización

### Partidos políticos
En las elecciones estatales tienen derecho a participar doce partidos políticos. Siete son partidos políticos con registro nacional: Partido Acción Nacional (PAN), Partido Revolucionario Institucional (PRI), Partido de la Revolución Democrática (PRD), Partido del Trabajo (PT), Partido Verde Ecologista de México (PVEM), Movimiento Ciudadano (MC) y Movimiento Regeneración Nacional (Morena). Y cinco partidos políticos estatales: Nueva Alianza Zacatecas (NAZ), Partido Encuentro Solidario de Zacatecas (PES), Fuerza por México Zacatecas (FMZ), Revolución Popular Zacatecas (RPZ) y Movimiento Alternativa Zacatecas (MAZ).

### Distritos electorales
Para la elección de diputados de mayoría relativa del Congreso del Estado de Zacatecas el estado se divide en 18 distritos electorales. La distritación electoral vigente fue publicada por el Instituto Nacional Electoral en julio de 2022.
| Distrito | Cabecera       | Municipios | Mapa |
| -------- | -------------- | ---------- | ---- |
| 1        | Zacatecas      | 1          |      |
| 2        | Zacatecas      | 2          |      |
| 3        | Guadalupe      | 1          |      |
| 4        | Guadalupe      | 2          |      |
| 5        | Guadalupe      | 4          |      |
| 6        | Fresnillo      | 1          |      |
| 7        | Fresnillo      | 2          |      |
| 8        | Fresnillo      | 2          |      |
| 9        | Víctor Rosales | 4          |      |
| 10       | Jerez          | 5          |      |
| 11       | Ojocaliente    | 4          |      |
| 12       | Villa de Cos   | 6          |      |
| 13       | Loreto         | 3          |      |
| 14       | Pinos          | 2          |      |
| 15       | Jalpa          | 6          |      |
| 16       | Tlaltenango    | 12         |      |
| 17       | Río Grande     | 3          |      |
| 18       | Sombrerete     | 4          |      |

## Alianzas y candidaturas

### Fuerza y Corazón por Zacatecas
|  | Partido Revolucionario Institucional - 7 diputados: Distritos 2, 4, 7, 11, 12, 13 y 17 - 15 ayuntamientos: Chalchihuites, El Plateado de Joaquín Amaro, El salvador, Fresnillo, General Francisco R. Murguía, General Pánfilo Natera, Guadalupe, Jiménez del Teúl, Loreto, Mazapil, Melchor Ocampo, Monte Escobedo, Susticacán, Tepetongo, Teúl de González Ortega, Vetagrande, Villa de Cos y Villa García |
|  | Partido Acción Nacional - 5 diputados: Distritos 3, 6, 9, 15 y 16 - 10 ayuntamientos: Atolinga, General Enrique Estrada, Huanusco, Jalpa, Juchipila, Miguel Auza, Santa María de la Paz, Tlatenango, Trinidad García de la Cadena y Zacatecas |
|  | Partido de la Revolución Democrática - 3 diputados: Distritos 1, 5 y 8 - 2 ayuntamientos: Moyahua de Estrada y Valparaíso |

El Partido Revolucionario Institucional (PRI), el Partido Acción Nacional (PAN) y el Partido de la Revolución Democrática (PRD) acordaron presentarse en coalición bajo el nombre «Fuerza y Corazón por Zacatecas».
El 12 de enero los partidos registraron la coalición ante el Instituto Electoral del Estado de Zacatecas. El PRI designará candidatos en 7 distritos y 15 ayuntamientos, el PAN en 5 distritos y 10 ayuntamientos mientras que el PRD hará lo propio en 3 distritos y 2 ayuntamientos.

### Sigamos Haciendo Historia en Zacatecas
|  | Movimiento Regeneración Nacional - 11 diputados: Distritos 1, 2, 3, 4, 5, 6, 7, 8, 10, 15, y 17 - 29 ayuntamientos: Apozol, Atolinga, Calera, Fresnillo, Genaro Codina, Guadalupe, Huanusco, Jalpa, Jerez, Juan Aldama, Juchipila, Monte Escobedo, Morelos, Moyahua de Estrada, Nochistlán de Mejía, Pánuco, Río Grande, Saín Alto, Santa María de la Paz, Tabasco, Tepechitlán, Tepetongo, Tlaltenango de Sánchez Román, Trancoso, Trinidad García de la Cadena, Valparaíso, Vetagrande y Villanueva |
|  | Partido Verde Ecologista de México - 2 diputados: Distritos 9 y 16 - 6 ayuntamientos: Benito Juárez, Canitas de Felipe Pescador, General Enrique Estrada, Luis Moya y Zacatecas |

El partido Movimiento Regeneración Nacional (Morena) y el Partido Verde Ecologista de México (PVEM) acordaron presentarse en coalición bajo el nombre «Sigamos Haciendo Historia en Zacatecas».
El 10 de enero fue registrada la coalición ante el Instituto Electoral del Estado de Zacatecas. El partido Morena designa a 29 candidatos a presidentes municipales y 11 diputaciones y el Partido Verde selecciona candidato en 6 ayuntamientos y 2 distritos. 

### La Esperanza Nos Une
|  | Partido del Trabajo - 3 diputados: Distritos 2, 4 y 17 - 8 ayuntamientos: Calera, Nochistlán, Ojocaliente, Río Grande, Teúl, Troncoso, Villa Hidalgo y Zacatecas                                     |
|  | Nueva Alianza Zacatecas - 3 diputados: Distritos 5, 9 y 12 - 8 ayuntamientos: Genaro Codina, General Enrique Estrada, General Pánfilo Natera, Guadalupe, Jerez, Juan Aldama, Miguel Auza y Villa Cos |
|  | Partido Encuentro Solidario de Zacatecas - 2 diputados: Distritos 1 y 3 - 8 ayuntamientos: Fresnillo, Loreto, Moyahua, Nieves, Pinos, Sombrerete, Tlatenango y Villanueva                            |

El Partido del Trabajo (PT), Nueva Alianza Zacatecas (NAZ) y el Partido Encuentro Solidario de Zacatecas (PES) desistieron de formalizar alianza con Morena y el PVEM y acordaron presentarse en alianza flexible bajo el nombre «La Esperanza nos Une» registrando dicha coalición ante el IEEZ el 10 de enero. El PT y Nueva Alianza designarán candidatos en 3 distritos y 8 ayuntamientos cada uno, mientras que el PES hará lo propio en 2 distritos y 8 ayuntamientos.

## Resultados

### Congreso del Estado de Zacatecas
|  | 28.5206 % |

|  | 17.6687 % |

|  | 10.3529 % |

|  | 9.0459 % |

|  | 6.8164 % |

|  | 6.1805 % |

|  | 4.5204 % |

|  | 4.3502 % |

|  | 2.4178 % |

|  | 2.0667 % |

|  | 1.4164 % |

|  | 0.82 % |

|  | 0.7575 % |

|  | 5.0654 % |

|  | 100 % |

### Ayuntamientos
|  | 28.4262 % |

|  | 19.2729 % |

|  | 11.5829 % |

|  | 7.7197 % |

|  | 7.0336 % |

|  | 6.3462 % |

|  | 6.0277 % |

|  | 3.7714 % |

|  | 2.3839 % |

|  | 1.7606 % |

|  | 1.0599 % |

|  | 0.5334 % |

|  | 95.9180 % |